# IPhone XS
Pour les articles homonymes, voir iPhone (homonymie).
L'iPhone XS et l'iPhone XS Max sont des smartphones, modèle de la 12e génération d'iPhone d'Apple. Ils sont présentés le 12 septembre 2018 aux côtés de l'iPhone XR lors d'une keynote à Cupertino en Californie, succédant à l'iPhone X et précédant les iPhone 11, iPhone 11 Pro et iPhone 11 Pro Max.

## Lancement
Les smartphones, avant leur lancement officiel, font objets de nombreuses rumeurs concernant la taille de l'écran, la date de sortie et leurs noms.
Annoncés le 12 septembre, les précommandes débutent le 14 septembre et la mise en vente se fait le 21 septembre dans une trentaine de pays et à partir du 28 septembre dans les autres pays tels que : Afrique du Sud, Andorre, Arménie, Bahreïn, Bulgarie, Chypre, Croatie, Estonie, Géorgie, Grèce, Groenland, Hongrie, Islande, Inde, Kazakhstan, Koweït, Lettonie, Liechtenstein, Lituanie, Malte, Monaco, Oman, Pologne, Qatar, République tchèque, Roumanie, Russie, Slovaquie et Slovénie,.

## Réception
Chris Velazco du site Engadget écrit que les smartphones possèdent une excellente performance graphique, un appareil photo amélioré, une qualité de haut niveau et que « iOS 12 est fantastique » mais critique néanmoins leurs prix élevés et que « l'iPhone XS Max est trop grand pour certaines personnes ».
Gareth Beavis de TechRadar note que « comparé à l'iPhone X, les haut-parleurs sont plus puissants et plus large dans le son, la caméra est améliorée, la gestion de la batterie est meilleure et le processeur est beaucoup plus puissant » mais selon lui, la durée de vie de la batterie est à améliorer.

## Fin de vie
Lors de l'annonce de l'iPhone 11, le 10 septembre 2019, Apple retire de son site l'iPhone XS après un an de commercialisation,.

## Composition

### Écran
Son écran est un écran Super Rétina OLED multi-touch de 5,8 pouces avec une définition de 2 436 × 1 125 pixels tandis que l'écran de l'iPhone XS Max est plus grand mesurant 6,5 pouces avec une définition de 2 688 × 1 242 pixels.

### Appareil photo
Ils possèdent un double objectif photo à l'arrière, tout comme leur prédécesseur avec un grand angle et un téléobjectif de 12 mpx. Le grand angle a une ouverture ƒ/1,8 tandis que le téléobjectif a une ouverture ƒ/2,4,.
Située à l'avant du téléphone, la deuxième caméra TrueDepth de 7 mpx a une ouverture ƒ/2,2, dispose de la détection des visages et du HDR pouvant prendre des photos et des vidéos en 1 080 p à 30 images par seconde, des vidéos en 720 p à 240 images par seconde et permet également l'utilisation d'Animoji,.

### Processeur et mémoire
Ils sont dotés du SoC Apple A12 Bionic, un processeur hexacoeur composé de deux cœurs qui sont 15 % plus puissants et quatre cœurs qui sont 40 % plus économes en énergie que l'Apple A11 Bionic présent sur l'iPhone X,.
Ils sont pourvus d'options de stockage de 64 Go, 256 Go et 512 Go.

## Conception
Les dimensions de l'iPhone XS sont de 143,6 mm de hauteur, 70,9 mm de largeur et 7,7 mm d'épaisseur, la même épaisseur que son prédécesseur tandis que l'iPhone XS Max mesure 157,5 mm de hauteur, 77,4 mm de largeur et également 7,7 mm d'épaisseur,.
Leur boitier est conçu en verre et ils existent en trois couleurs : or, argent et gris sidéral,,.
Ils sont également classés IP68 résistant à l'eau d'une profondeur maximale de 2 m pendant environ 30 minutes et à la poussière,.

## Logiciel
Les appareils sont fournis avec iOS 12 et supportent la récente mise à jour iOS 18.

## Impact environnemental
Selon un rapport d'Apple, le cycle de vie des smartphones, les iPhone XS dépensent environ 70 kg de CO2 dont 81 % pour la production.
Les smartphones utilisent des matériaux qui réduisent la dépendance aux ressources limitées, par exemple, la carte logique principale est assemblée avec de l'étain 100 % recyclé, le cadre du verre de l'écran est fait avec 32 % de plastique recyclé, et le boîtier du haut-parleur est fabriqué à 35 % de matières recyclées après leur première consommation.